# Karlsporten

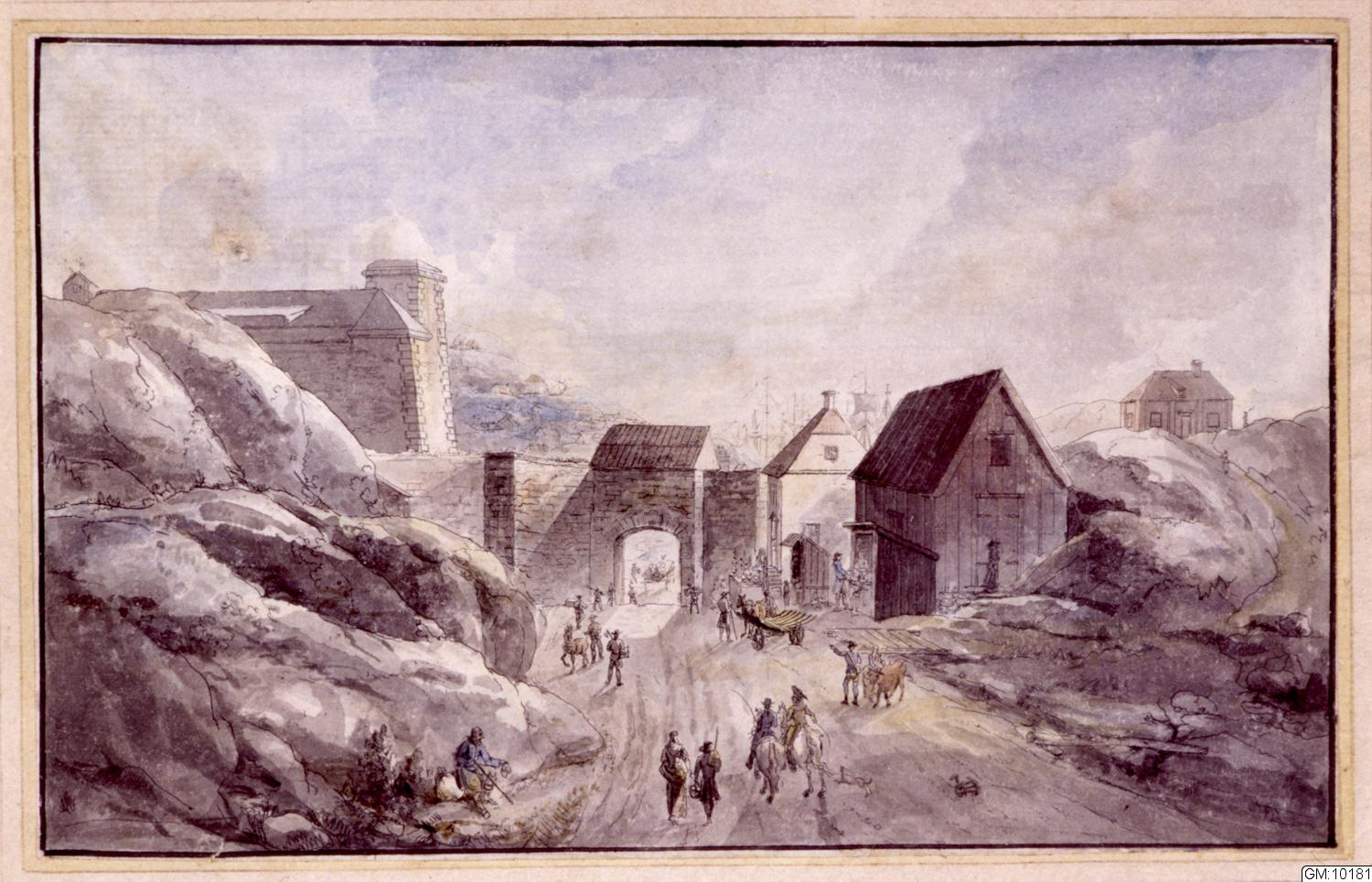
Karlsporten sedd från Kungsgatan, med blicken mot väster. I bakgrunden, bakom porten kan man se masterna från fartygen som ligger för ankar i hamnen och till vänster ser man Carolus Rex. Teckning ursprungligen utförd av Elias Martin, cirka 1787.

Karlsporten, Carls port eller Carlsporten, ibland även Västerport, Lille port eller Hållgårdsporten, var en av Göteborgs tre stadsportar, och låg vid Kungsgatans slut, strax intill Carolus Rex, ungefär där Esperantoplatsen ligger idag, och mynnade ut mot hamnen.

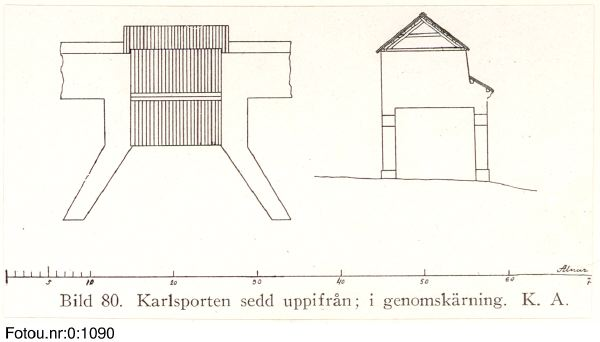
Skisser av Karlsporten från 1924, till vänster sedd uppifrån och till höger i genomskärning.

Karlsporten var murad och från början helt platt upptill men fick 1730 ett sadeltak i trä som behölls fram tills att porten revs. På insidan, mot Kungsgatan, fanns två snedställda murar som bildade en trattform in mot öppningen i muren.
Att porten ibland kallades hållgårdsporten berodde på att bastionen utanför kallades hållgårdsbastionen. En hållgård var som en parkeringsplats, där man exempelvis kunde ställa sina oxar, hästar och vagnar under tiden man uträttade sina ärenden i staden.

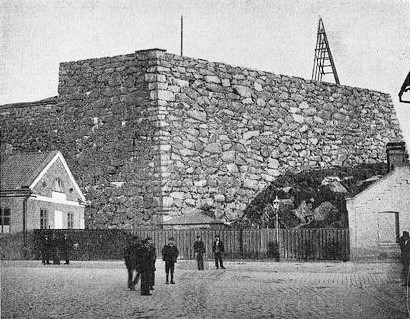
Carolus Rex cirka 1920 och till vänster det hus som tidigare varit Karlsportens tullhus, ritat 1784-1785.

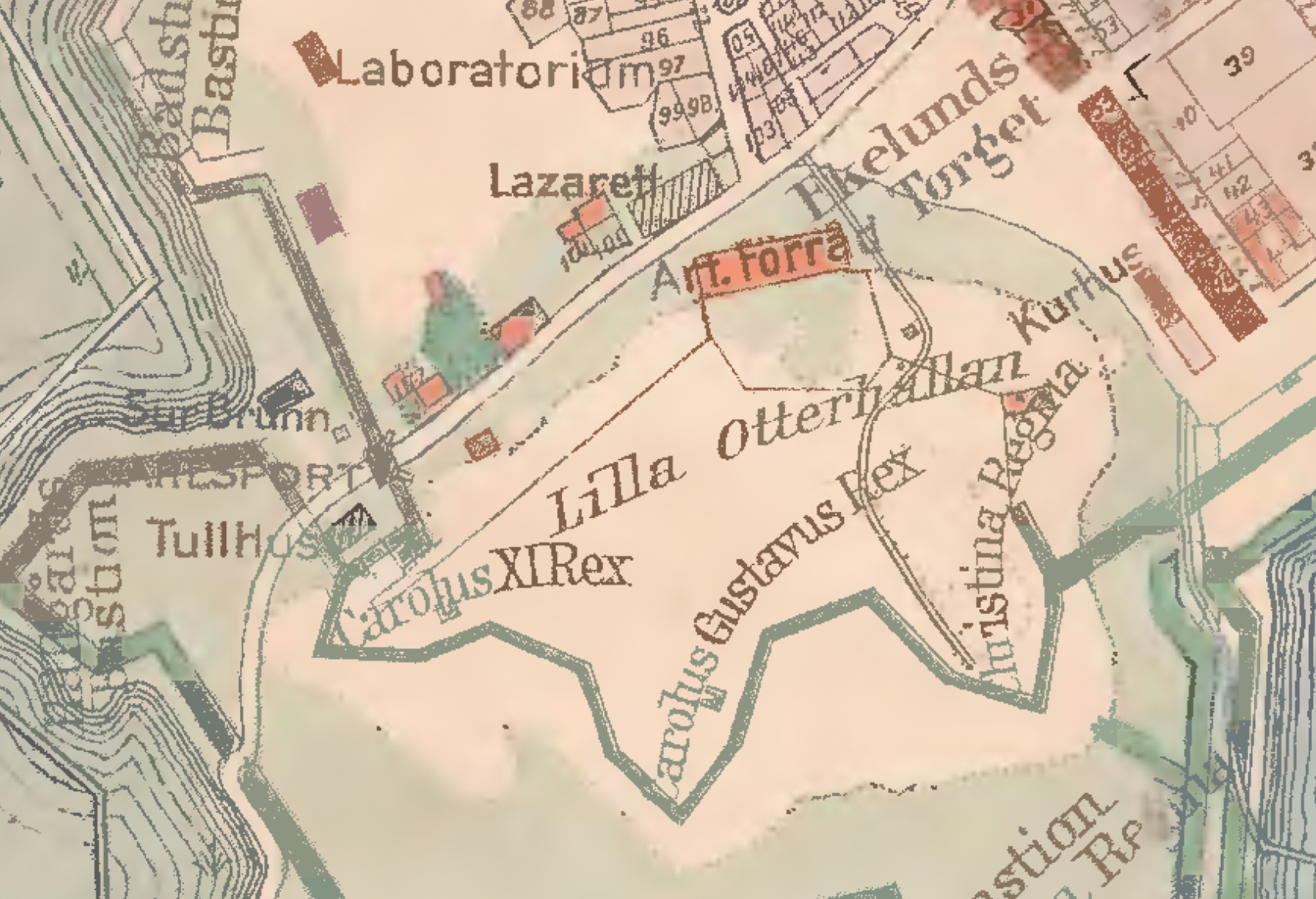
På denna detalj av en karta ritad 1923 och som ska avbilda 1790-talet ser man Kungsgatan som passerar genom Karlsporten vid Carolus Rex. Man ser också att det låg ett tullhus utanför porten och även en surbrunn, som givit namn åt Surbrunnsgatan.

På andra sidan Karlsporten började Allmänna vägen som sträckte sig mot uthamnen vid Klippan. Direkt utanför låg ett tullhus. Där fanns även under en period en surbrunn och i anslutning till porten fanns även ett hus med oljekokeri.
Karlsporten fungerade alltså som Göteborgs kontakt med hamnarna för de större djupgående fartygen, där omlastning av varor skedde för vidare frakt med pråmar till stadens hamnkanaler. Lite närmare porten låg Masthugget där det också fanns hamnar, men även mycket magasin och upplag som hölls av stadens handlare.
När Göteborgs yttre befästningarna revs utifrån ett förslag av stadsingenjören Carl Wilhelm Carlberg 1811 skapades en ny anslutning mellan Masthugget och Kungsgatan, men Karlsporten fick ändå stå kvar. Det dröjde till 1819 innan man föreslog att porten skulle rivas. För rivningsarbetet hölls en entreprenadauktion den 18 januari 1820. Entreprenören som vann höll dock inte det ingångna avtalet vilket resulterade i att drätselkommissionen själva fick ta hand om rivningen sommaren 1821.